# Георгиевка (Новокузнецкий район)
Георгиевка — упразднённый посёлок в Новокузнецком районе Кемеровской области. На момент упразднения входил в состав Терсинского сельского совета. Исключен из учётных данных в 1997 году. Фактически включен в состав посёлка Усть-Нарык в качестве улицы Георгиевская.

## География
Располагался на правом берегу протоки Георгиевская реки Томь, на расстоянии примерно 3 км по прямой к юго-востоку от поселка Усть-Нарык.

## История
Основан в 1836 году. По данным на 1926 году деревня Георгиевка состояла из 108 хозяйств. В административном отношении являлась центром Георгиевского сельсовета Кузнецкого района Кузнецкого округа Сибирского края.
С 1959 года в составе Терсинского сельсовета.

## Население
| 1970 | 1979 | 1989 |
| ---- | ---- | ---- |
| 124  | ↘70  | ↗144 |

По переписи 1926 г. в деревне проживало 370 человек (200 мужчин и 170 женщин), основное население — русские.